# Галантная Европа (оркестр)

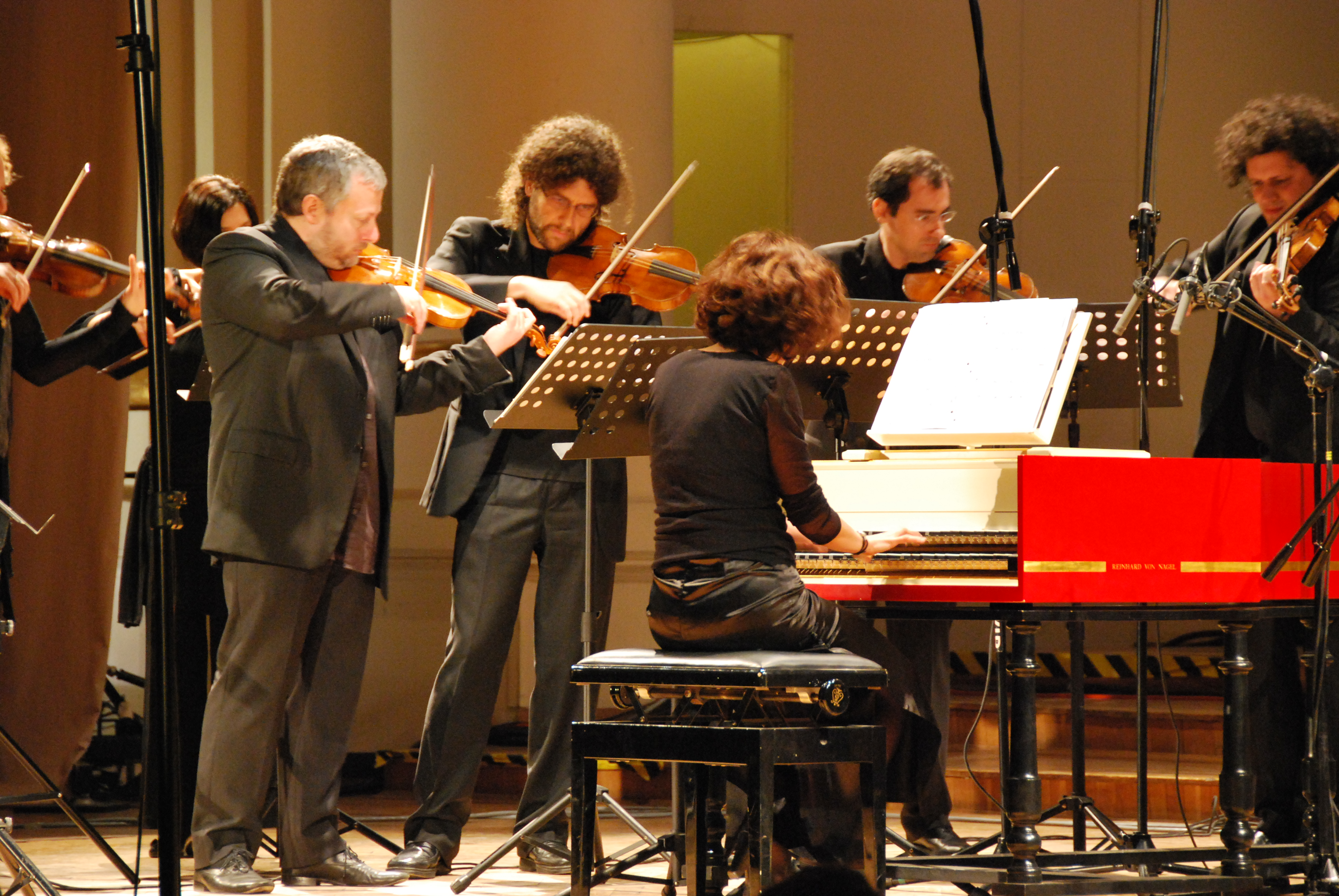
Галантная Европа на Пасхальном фестивале в Кракове, 2010

Галантная Европа (итал. Europa Galante) – итальянский оркестр, специализирующийся на барочной музыке в аутентичном исполнении.

## История и творческая активность
Создан в 1990 году скрипачом и дирижёром Фабио Бьонди. Название дано по имени оперы-балета Андре Кампра «Галантная Европа» (1697). 
Помимо Италии, концертировал в Японии, Великобритании, Нидерландах, Франции, Испании, Германии, Австрии, Польше, США, Австралии, Латинской Америке. С оркестром выступали и записывались Вивика Жено, Глория Бандителли, Джемма Бертаньоли, Патриция Чофи, Йен Бостридж, Патрисия Пётибон, Дэвид Дэниэлс,  Филипп Жаруски, Элина Гаранча. В концертных турах оркестра принимают участие певицы Доротея Рёшманн, Сандрин Пьо.

## Репертуар
В репертуаре оркестра — Антонио Кальдара, Алессандро Скарлатти, Вивальди, Корелли, Телеман, Георг Филипп, Боккерини, Джеминиани, Тартини, Перголези, Гендель, Бах, Моцарт, а также Шуберт, Шуман, Прокофьев и др.

## Признание
Номинант и лауреат многих национальных и международных музыкальных премий.